# Darvas László (újságíró)
Darvas László (Budapest, 1941. december 6.) magyar újságíró, tipográfus, költő.

## Életpályája
Magyar-német szakos bölcsész, újságíró, 1979 és 1992 között a HiFi Magazin szerkesztője, szakírója, az utolsó évfolyamoknak már tördelője is.
A High Fidelityvel kapcsolatos nézeteit később Az elektroakusztika néhány hiányzó fejezetéről c. dolgozatban foglalta össze. [3]
A lap megszűnése után elsősorban nyomdai előkészítéssel foglalkozott (tördelőkiegészítő programját az Iparművészeti Egyetemen tanóra keretében mutatta be), de az írogatással sem hagyott fel.
Édesapja, Darvas Szilárd a háború utáni másfél évtized egyik legsokoldalúbb, legnépszerűbb művésze. Öccsével, Darvas Ferenccel együtt, a papa számos írásának ihletői, szereplői

## Művei
Két humoros verseskötete jelent meg, mindkettő illusztrátora Felvidéki András:
- Állatszabásúak [2]
- Grotex Felnőttképeskönyv [2]

Nyomtatásban nem jelent meg, de a Magyar Elektronikus Könyvtárból PDF-en szintén letölthető:
- Lógattyú (Függelék) [2] [3]
- Nyomdafesték (publicisztikák) [2] [3]